# Општина Карца (Харгита)
Карца (рум. Cârţa) општина је у Румунији у округу Харгита.
Oпштина се налази на надморској висини од 720 m.